# العلاقات السويسرية اللبنانية
العلاقات السويسرية اللبنانية هي العلاقات الثنائية التي تجمع بين سويسرا ولبنان.

## مقارنة بين البلدين
هذه مقارنة عامة ومرجعية للدولتين:
| وجه المقارنة                                              | سويسرا                                                                                      | لبنان                                                                |
| --------------------------------------------------------- | ------------------------------------------------------------------------------------------- | -------------------------------------------------------------------- |
| المساحة (كم2)                                             | 41.28 ألف                                                                                   | 10.45 ألف                                                            |
| عدد السكان (نسمة)                                         | 8.21 مليون                                                                                  | 6.10 مليون                                                           |
| الكثافة السكانية (ن./كم²)                                 | 198.89                                                                                      | 583.73                                                               |
| العاصمة                                                   | برن                                                                                         | بيروت                                                                |
| اللغة الرسمية                                             | اللغة الألمانية، اللغة الإيطالية، لغة فرنسية، اللغة الرومانشية، الألمانية السويسرية الموحدة | اللغة العربية، لغة فرنسية                                            |
| العملة                                                    | فرنك سويسري                                                                                 | ليرة لبنانية                                                         |
| الناتج المحلي الإجمالي (بليون دولار)                      | 678.89 مليار                                                                                | 51.84 مليار                                                          |
| الناتج المحلي الإجمالي (تعادل القوة الشرائية) بليون دولار | 518.07 مليار                                                                                | 81.54 مليار                                                          |
| الناتج المحلي الإجمالي الاسمي للفرد دولار أمريكي          | 80.94 ألف                                                                                   | 8.05 ألف                                                             |
| الناتج المحلي الإجمالي للفرد دولار أمريكي                 | 59.54 ألف                                                                                   | 17.46 ألف                                                            |
| مؤشر التنمية البشرية                                      | 0.930                                                                                       | 0.769                                                                |
| رمز المكالمات الدولي                                      | +41                                                                                         | +961                                                                 |
| رمز الإنترنت                                              | .ch، .swiss ‏                                                                                | .lb                                                                  |
| المنطقة الزمنية                                           | توقيت وسط أوروبا، ت ع م+01:00، ت ع م+02:00، أوروبا/زيورخ ‏                                   | ت ع م+02:00، ت ع م+03:00، توقيت شرق أوروبا، توقيت شرق أوروبا الصيفي ‏ |

## منظمات دولية مشتركة
يشترك البلدان في عضوية مجموعة من المنظمات الدولية، منها:
| علم المنظمة | اسم المنظمة                               | تاريخ انضمام سويسرا | تاريخ انضمام لبنان |
| ----------- | ----------------------------------------- | ------------------- | ------------------ |
|             | مؤسسة التمويل الدولية                     | 29 مايو 1992        | 28 ديسمبر 1956     |
|             | منظمة حظر الأسلحة الكيميائية              | ?                   | ?                  |
|             | يونسكو                                    | 28 يناير 1949       | 4 نوفمبر 1946      |
|             | الاتحاد الدولي للاتصالات                  | 1866                | 12 يناير 1924      |
|             | الأمم المتحدة                             | 10 سبتمبر 2002      | 24 أكتوبر 1945     |
|             | منظمة الشرطة الجنائية الدولية             | ?                   | ?                  |
|             | البنك الدولي للإنشاء والتعمير             | 29 مايو 1992        | 14 أبريل 1947      |
|             | الاتحاد البريدي العالمي                   | ?                   | ?                  |
|             | مؤسسة التنمية الدولية                     | 29 مايو 1992        | 10 أبريل 1962      |
|             | المركز الدولي لتسوية المنازعات الاستشارية | 14 يونيو 1968       | 25 أبريل 2003      |
|             | وكالة ضمان الاستثمار متعدد الأطراف        | 12 أبريل 1988       | 19 أكتوبر 1994     |

## أعلام
هذه قائمة لبعض الشخصيات التي تربطها علاقات بالبلدين:
- قائمة اللبنانيين في سويسرا (قائمة ويكيميديا)
- نائلة حايك (سيدة أعمال سويسرية، 1951 – )
- نيكولا حايك (19 فبراير 1928[22] – 28 يونيو 2010[22])

## وصلات خارجية
- موقع وزارة الخارجية السويسرية